# Sadina
Sadina (bulgariska: Садина) är ett distrikt i Bulgarien.   Det ligger i kommunen Obsjtina Popovo och regionen Tărgovisjte, i den nordöstra delen av landet, 260 km öster om huvudstaden Sofia.